# Principessa Mafalda
Principessa Mafalda – włoski transatlantycki statek liniowy, którego zatonięcie w 1927 roku doprowadziło do śmierci 314 pasażerów. 

## Historia
Statek został nazwany na cześć księżniczki Mafaldy z Savoy, córki króla Włoch Wiktora Emanuela III.
Od 1909 r. statek kursował między Genuą a Buenos Aires. W tamtym czasie był największym włoskim statkiem pasażerskim. Principessa Mafalda słynęła też z luksusowego wyposażenia.

## Katastrofa
W 1927 r. statek był w bardzo złym stanie technicznym i zdaniem ekspertów nie powinien być dopuszczony do żeglugi. 11 października 1927 r. statek wyruszył do Buenos Aires. Podczas rejsu wielokrotnie ulegał awariom, które były usuwane w portach „po drodze” lub na pełnym morzu. 25 października 1927 r., przy brzegu Brazylii, wał napędowy statku urwał się i uszkodził kadłub. Ponieważ mechanizm zamykania grodzi wodoszczelnych był niesprawny, statek zaczął powoli tonąć w obecności innych statków, które przybyły na sygnał wzywania pomocy. Błędy w prowadzeniu akcji ratunkowej, nadejście nocy, zamieszanie i panika spowodowały śmierć 314 z 1252 osób na pokładzie.

## Wymiary tragedii
Katastrofa pozostaje największą tragedią włoskiej żeglugi oraz największą w historii na półkuli południowej w czasie pokoju. 
Ze względu na to, że wymiary katastrofy spotęgowane były błędnymi decyzjami osób dowodzących na statku, statek jest nazywany włoskim Titanikiem. 
Statkiem mieli płynąć do Ameryki Południowej państwo Bergoglio wraz z synem Mario, ojcem Jorge Mario Bergoglio, przyszłego papieża. Spóźnili się jednak na rejs, mimo iż mieli wykupione bilety. Ostatecznie opuścili Włochy 11 września 1928.